# عمر السمانی
عمر السمانی (انگلیسی: Omar El-Sammany؛ زادهٔ ۲۲ اوت ۱۹۷۸) بازیکن واترپلو اهل مصر بود.